# Paris Dell'Unto
Paris Dell'Unto (Priverno, 1º marzo 1936) è un politico italiano.
Ingegnere minerario, laureato alla Sapienza, appassionato di politica da giovane seguì Riccardo Lombardi nel PSI e così entrò negli organi di partito a livello nazionale. A 30 anni entrò nel Comitato Centrale e nel 1968 costituì con Nevol Querci un forte gruppo romano che nel 1972 a Torino votò la mozione presentata da Gino Bertoldi. Nel 1970 divenne consigliere regionale del Lazio e fu presidente della Commissione Sanità, fu protagonista dell'ammodernamento della Sanità romana e dello scioglimento del Pio Istituto del Santo Spirito. Nel 1976 divenne poi assessore al Bilancio. Con la svolta del Midas seguì Bettino Craxi e l'onda dei quarantenni che assunse la gestione del partito, mentre a Roma assumeva il ruolo di leader. Nel 1979 fu eletto deputato alla Camera per quattro legislature fino al 1994. Dopo la diaspora socialista, seguì anni dopo Gianni De Michelis nel Nuovo PSI.